# Jacopo Mosca
Jacopo Mosca (ur. 29 sierpnia 1993 w Savigliano) – włoski kolarz.
Członek drużyny Wilier Triestina–Selle Italia. W 2011 triumfował w Trofeo comune di Vertova Memorial Pietro Merelli. 10. w Tour of Britain 2016. Rok później wygrał Tour of Hainan oraz klasyfikację górską Tour de Korea. W 2018 zwyciężył w klasyfikacji punktowej Tirreno-Adriatico i był trzeci w Tour of China. Jeden z najaktywniejszych zawodników Giro d'Italia 2018.